# ナムコミュージアム
『ナムコミュージアム』は、ナムコ（後のバンダイナムコエンターテインメント）の同社のアーケードゲームを収録した家庭用ゲームソフトシリーズ。

## 概要
本シリーズは、同社が過去に稼働したアーケードゲームを複数収録し現行世代機用のゲームソフトとして発売した作品である。収録作品は『パックマン』『ラリーX』など50近くある。現行世代のゲーム機でレトロゲームを復刻するブームの草分けとなったソフトである。
主な内容は、ゲーム内容を忠実に移植した「オリジナル」とグラフィックやシステムなどゲーム内容を強化した「アレンジ」の2種類のゲーム（一部作品のみ）と、収録ゲームの資料を紹介したの情報コンテンツに構成されている。
ゲームの雰囲気も、3Dのマップを探索し、あたかも実際の資料館や美術館の内部を観覧しているような仕様となっている（タイトルから直接ゲームを選ぶことも可能）。ミュージアム内はシリーズ毎に豪華になって行き、各々のゲームタイトル別に配置された部屋は、そのゲーム内容にあった装飾等が施してあったり、ミュージアム内での特殊な操作や仕掛けによって、プレイするゲームのバージョンや隠し資料を閲覧したりできるギミックもある。
情報コンテンツは、関連資料や入手不可能となった貴重なグッズ、当時雑誌などに掲載された記事や印刷物なども閲覧できる。本シリーズが発売された1995年当時は、まだインターネットでの資料公開やファンサイトなどはほとんど存在せず、それらを観覧できるメディアは本作が唯一であった。
なお、『ナムコミュージアム』の名称は、本シリーズ立ち上げの10年以上前から存在している。シリーズ名への影響は明言されていない。
- ナムコ社内の製作物（ゲーム基板）を保管していた倉庫の通称。[1]
- 創業時（1955年）から1984年までの商品をまとめた総合パンフレット。[注釈 1]

2020年に配信開始された『ナムコットコレクション』の海外版（Nintendo Switch版以外は日本国内でも配信）は『NAMCO MUSEUM ARCHIVES』というタイトルだが、そちらはファミリーコンピュータ、一部タイトルはNintendo Entertainment System用ゲームを収録したものである。

## シリーズ一覧

### PlayStation版

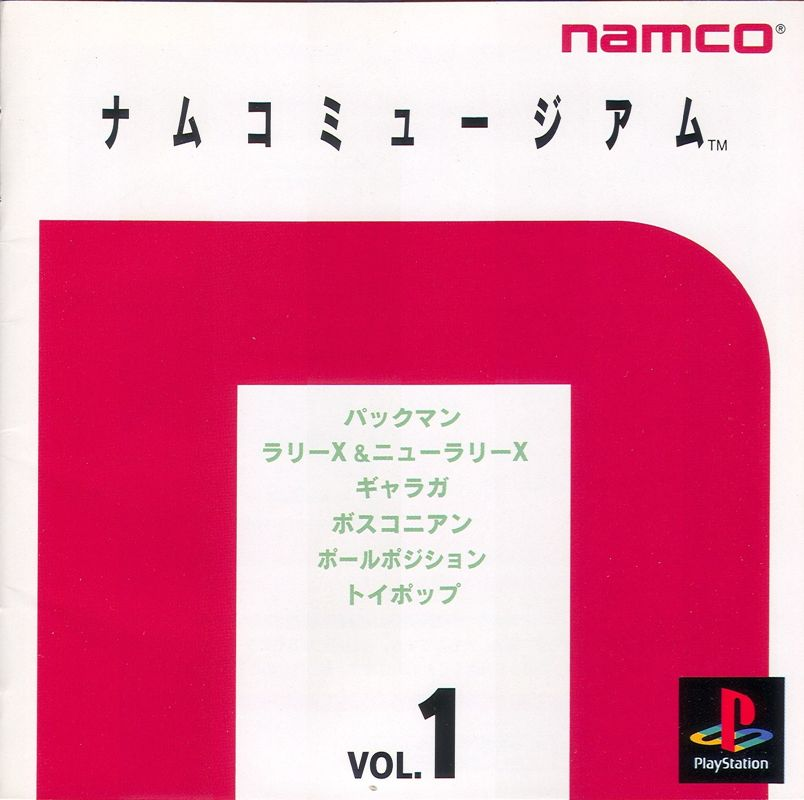
「ナムコミュージアム VOL.1」のパッケージイラスト

PlayStation版は、1995年 - 1997年に VOL.1 - VOL.5 及びアンコールの6作が発売された。パッケージには、作品ごとに n,a,m,c,o, ® の文字が書かれている。
VOL.1 - VOL.5は累計100万本以上売り上げるヒットとなった。
太字で、記載されているタイトルは家庭用ゲーム機に初めて移植されたもの。
PS版のVOL.1からVOL.4は2013年12月11日より、VOL.5とアンコールは2013年12月18日よりゲームアーカイブスで配信されている。
ナムコミュージアム VOL.1
1995年11月22日発売。（CERO：A（全年齢対象））
『パックマン』『ラリーX』『ニューラリーX』『ギャラガ』『ボスコニアン』『ポールポジション』『トイポップ』を収録。『ポールポジション』のみネジコンに対応。
ミュージアム内はまだシンプルで、特殊なギミックなどはなかった。
ナムコミュージアム VOL.2
1996年2月9日発売。（CERO：A（全年齢対象））
『キューティQ』『ゼビウス』『マッピー』『ギャプラス』『グロブダー』『ドラゴンバスター』を収録。さらに公式にはアナウンスされていない隠し要素として、『キューティQ』のシリーズ前作にあたる『ボムビー』も収録されている。『ボムビー』と『キューティQ』のみナムコ製パドルコントローラである「ボリュームコントローラー」 に対応（本作が対応第一弾タイトルでもあった）。また、ボリュームコントローラーと、収録作の元のアーケード版発売当時に作られた、販促用スタンドポップが同梱された限定ボックスも同時に発売された。北米版では『キューティQ』（隠しの『ボムビー』も含む）を、『スーパーパックマン』に差し替えている。
ミュージアム内の構成はほぼVOL.1と共通である。
ナムコミュージアム VOL.3
1996年6月21日発売。（CERO：A（全年齢対象））
『ギャラクシアン』『ミズ・パックマン』『ディグダグ』『ポールポジションII』『フォゾン』『ドルアーガの塔』を収録。ポールポジションIIのみネジコンに対応している。ドルアーガの塔には、独自仕様の『裏ドルアーガの塔』『闇ドルアーガの塔』のモードも追加された。
本作から映画館や図書館などが登場し、より多くの資料（「NG」に連載された冨士宏『午後の国』など）や関連情報が閲覧可能となり、セーブデータは最大5人分まで保存できるようになった。
資料閲覧の際のロード時間が前2作と比べ大幅に短くなった。
本作から、ゲームタイトル画面、クレジット投入画面で△ボタンを押すと表示されるディップスイッチ画面は廃止され、メニューウインドウ方式になった。ゲームタイトル画面、クレジット投入画面等で△ボタンでメニューウインドウを開き、画面設定、オプション設定、テストモード等を選ぶ方式となる。また、前作まではポーズ中にゲームを中断することが出来なかったが、ポーズ中にメニューウインドウを開き、ゲームを中断することも可能になった。
本品には特別付録として、ドルアーガの塔「アイテムリスト」という表ドルアーガの塔の各階に出現する宝物とその効果と出現条件が記載されている紙が付属されている。また、その裏面には1〜60の数字の横に記号が記載されている。
ナムコミュージアム VOL.4
1996年11月8日発売。（CERO：A（全年齢対象））
『パックランド』『源平討魔伝』『アサルト』『アサルトプラス』『オーダイン』『イシターの復活』を収録。アサルトのみアナログジョイスティック（SCPH-1110）に対応している。
本作も映画館や図書館などが登場するが、前作と比べて3Dが豪華になり資料も大幅に増えた。ギミックの数も増えており、隠しムービーやミュージアム内での演出も多くなった。ライブラリーでは冨士宏「迷廊館のチャナ」が収録されている。
メニューウインドウを開くときや項目の移動、決定、キャンセル時の効果音がゲームによって異なり、各ゲームで使われている効果音が使用されている。本作では、ゲームを終了すると、ゲームセレクト画面に切り替わり、各ゲームに直接ジャンプすることが出来る。「MUSEUM」を選ぶとミュージアムに戻る。
本品には付録として、イシターの復活でのカイとギルの性別と名前、それぞれのパスワードを各24個分メモできる「PERSONAL PASSWORD NOTE」、各部屋の各扉からの行先を記録できる「ROOM NAME NOTE」、「各モンスターに効く呪文が一目でわかっちゃうカンニングペーパー」が付属している。
ナムコミュージアム VOL.5
1997年2月28日発売。（CERO：A（全年齢対象））
『メトロクロス』『バラデューク』『ドラゴンスピリット』『パックマニア』『ワルキューレの伝説』を収録。
効果音がVOL.1の仕様に戻っており、メニューウインドウの効果音が変更され、前作のような"各ゲームによって効果音が異なる"という演出はないが、ゲーム終了後に表示されるゲームセレクト画面で各ゲームにジャンプできるシステムは前作に引き続き導入されている。
ミュージアムの造りは、大きく分けてVOL.1～2とVOL.3～4でそれぞれ造りが分かれていたが、このVOL.5では前4作品のいずれとも異なった造りとなっている。壁はナムコのキャラクターの壁画が描かれ、2階にはらせん階段で移動、データノートやオペラハウスへはエレベーターで直行するなど、実に豪華なものになっている。各ゲームルームの造りはVOL.3～4の造りを踏襲しているが、ルームへの入り口が単なる扉ではなく、ワープをするような感じの造りとなっている。
ナムコミュージアムアンコール
1997年10月30日発売。（CERO：B（12才以上対象）（『ローリングサンダー』のみ））
『キング&バルーン』『モトス』『スカイキッド』『ローリングサンダー』『ワンダーモモ』『ロンパーズ』『ドラゴンセイバー』を収録。
本作ではナムコミュージアムの別館という設定で、1980年代に実在したナムコ直営のゲームセンター「ミライヤ」をモチーフにしている。前作で豊富だったギミックや資料は、3Dグラフィックで再現された稼動当時の筐体の内部構造を見たり、インストラクションカードやパンフレットを閲覧できるのみと少ない。
発売時に上記の本シリーズ6作品+メモリーカード1枚を収めることのできる収納ボックスつき限定版も発売された。
メニューウインドウも新しくなっており、VOL.4で存在した"各ゲームによって効果音が異なる"演出が復活。本作ではプレイを中断するには特定のボタンを同時に押すことでリセット可能である。

#### アーケード版とPlayStation版『ナムコミュージアム』の違い
PlayStation版では「完全移植」と書かれているものの、実際のアーケードでは異なる点が見られる。以下に挙げられるゲーム作品は実際にアーケード版とPlayStation版『ナムコミュージアム』（以下PS版）で異なる箇所が存在するものである。
『パックマン』
プログラム処理上の差により、モンスターの動きが若干異なる。アーケードでは存在していた永久パターンがPS版では使用できない。
『ラリーX』・『ニューラリーX』
マイカーのスピードがアーケードとPS版では異なり、通常ステージではアーケードが速く、チャレンジングステージではPS版の方がかなり速い。燃料の消費するスピードもPS版の方が早い。
『ギャラガ』
デュアルファイター時の当たり判定がアーケードより若干小さくなっており、2発の弾の間を敵がすり抜けやすくなっている。サウンドがAC版と異なる。
『ボスコニアン』
小惑星、宇宙機雷の数がPS版では多くなっている。敵基地配置も異なる部分がある。
『トイポップ』
BGMの音色がアーケード版とは異なる。
『ポールポジション』（I・II共通）
版権の都合により、一部のコース名、レイアウトおよび方向を示す看板以外のコース上の看板が差し替えられている。アーケードでは実在する企業の看板が描かれているが、PS版ではナムコゲームのキャラクター等に差し替えられている。
『ドラゴンスピリット』
8面ボスのBGMが異なる。
『ロンパーズ』
フレームレートがアーケード版の約半分になっている。
『ワルキューレの伝説』
最終ボスは魔法「サイクロン」に対する耐性が大幅に増しており、微々たるダメージしか与えられないようになっている。
『ワンダーモモ』
舞台袖に投げて手放したワンダーリングが舞台上に戻ってくるまでの時間がアーケード版より若干早い
なお、VOL.2の『ゼビウス』、アンコールの『ローリングサンダー』『ワンダーモモ』は、PlayStation 2ではソフトの互換性に問題があり正常に動作しない（ただし、VOL.2の『ゼビウス』に関しては、75000番以降の本体では正常に動作する）。PlayStation 3では正常に動作する。
VOL.5『ワルキューレの伝説』は、PS2の倍速読み込みモードでプレイするとゲーム中のBGMが倍速になるバグがある（70000番で確認、10000番では発生しない）

### ゲームボーイアドバンス版
ナムコミュージアム
2001年12月7日発売。（CERO：A（全年齢対象））
『ミズ・パックマン』『ディグダグ』『ポールポジション』『ギャラクシアン』『ギャラガ』を収録。
2014年12月10日よりWii Uバーチャルコンソールにて配信開始。

### PlayStation Portable版
ナムコミュージアム
2005年2月24日発売。（CERO：A（全年齢対象））
『パックマン』『ミズ・パックマン』『ギャラガ』『ギャラクシアン』『ディグダグ』『ラリーX』『ニューラリーX』のオリジナル版と『パックマン』『ギャラガ』『ニューラリーX』『ディグダグ』のアレンジ版を収録（いずれも『ナムコクラシックコレクション』シリーズ内のアレンジ版とは別物）。
ナムコミュージアム Vol.2
2006年2月23日発売。（CERO：B（12才以上対象）（『ローリングサンダー』のみ））
『キング&バルーン』『ボスコニアン』『ゼビウス』『マッピー』『ドルアーガの塔』『グロブダー』『ドラゴンバスター』『ディグダグII』『モトス』『ローリングサンダー』『ドラゴンスピリット』のオリジナル版と『パックマン』『モトス』のアレンジ版を収録（今作の『パックマン』は、前作のものに一部リニューアルを施したバージョンになっている）。

### PlayStation 2版
ナムコミュージアム アーケードHITS!
2006年1月26日発売。（CERO：B（12才以上対象）（『ローリングサンダー』のみ））
アメリカで2005年にナムコ誕生50周年記念として出た『Namco Museum 50th Anniversary Arcade Collection』の日本版である。
『パックマン』『ミズ・パックマン』『ギャラガ』『ギャラクシアン』『ディグダグ』『ポールポジション』『ポールポジションII』『ローリングサンダー』『ラリーX』『ボスコニアン』『ドラゴンスピリット』『スカイキッド』『ゼビウス』『マッピー』『ギャラガ'88』『パックマニア』を収録。またPlayStation 2では互換性に問題があったPlayStation版「ナムコミュージアム」に収録の『ゼビウス』『ローリングサンダー』は本作では動作が改善している。

### ニンテンドーDS版
ナムコミュージアムDS
2007年10月11日発売。（CERO：A（全年齢対象））
『パックマンvs.』『ギャラクシアン』『パックマン』『ギャラガ』『ゼビウス』『スーパーゼビウス』『マッピー』『ドルアーガの塔』『ディグダグII』を収録。
オリジナルの解像度だと画面に収まりきらず、画面に合わせてレイアウトが多少変更されている。
『ギャラガ』『ゼビウス』『スーパーゼビウス』『ドルアーガの塔』ではDSの二画面を活かし、プレイしていない方の画面にマップや宝箱の出し方など攻略のヒントを表示する「プレイナビ」機能を搭載している。

### Wii版
みんなで遊ぼう!ナムコカーニバル
2007年12月6日発売。（CERO：A（全年齢対象））
アメリカで2007年10月に発売された『Namco Museum Remix』の日本版である。
『キューティQ』『ギャラクシアン』『スーパーパックマン』『ディグダグ』『ゼビウス』『パック&パル』『マッピー』『ギャプラス』『パックマニア』のオリジナル版と、『ギャラガ』『ラリーX』『モトス』『ワニワニパニック』『パックンロール』のアレンジ版を収録。

### PlayStation 3版
ナムコミュージアム.comm
2009年1月29日 PlayStation Storeにてダウンロード販売開始。（CERO：A（全年齢対象））
『パックマン』『ギャラガ』『ディグダグ』『ドラゴンスピリット』『ゼビウス』のオリジナル版と、新作『ゼビウスリザレクション』を収録。2018年3月15日配信終了。

### Xbox 360版
ナムコミュージアム バーチャルアーケード
2009年11月5日発売。（CERO：B（12才以上対象）（『ローリングサンダー』のみ））
『パックマン』『ミズ・パックマン』『ニューラリーX』『ギャラガ』『ディグダグ』『ゼビウス』『ギャラクシアン』『ラリーX』『キング&バルーン』『ボスコニアン』『パック&パル』『スーパーパックマン』『ディグダグII』『マッピー』『グロブダー』『モトス』『ドルアーガの塔』『メトロクロス』『ドラゴンバスター』『スカイキッド』『バラデューク』『ローリングサンダー』『スカイキッドDX』『パックマニア』『ギャラガ'88』『ドラゴンスピリット』『ポールポジション』『ポールポジションII』のオリジナル版と、『パックマン』『ギャラガ』『ディグダグ』のアレンジ版（PSP版の移植）、Xbox Live Arcadeで配信されている『パックマン チャンピオンシップ エディション』『ミスタードリラー オンライン』『ギャラガレギオンズ』を収録。ただし基本的に全てのゲームが1人プレイ専用となっており『スカイキッド』『スカイキッドDX』の2人同時プレイは不可となっている。また『ドルアーガの塔』で一部のアイテムの効果が発揮されないという深刻なバグがある。

### Nintendo Switch版
ナムコミュージアム
2017年7月28日ダウンロード販売開始。（CERO：B（12才以上対象）（『スプラッターハウス』『ローリングサンダー』『ローリングサンダー2』など））
『パックマン』『ディグダグ』『ギャラガ』『ローリングサンダー』『スカイキッド』『ドルアーガの塔』『スプラッターハウス』『ローリングサンダー2』『ギャラガ'88』『タンクフォース』『パックマンvs.』を収録。
ゲームのハイライトシーンをプレイする「チャレンジモード」を搭載（『パックマンvs.』を除く）。

## 画面モード
- PS版はオリジナルが縦画面仕様のゲームは横画面でもプレイできる「ノーマルモード」と画面を90°回転させた「アーケードモード」（縦置き可能モニター必須）の二つのモードでプレイできる。
- PSP版、DS版、Nintendo Switch版は本体を90°回転させてプレイ可能。また、DS版は通信機能を使って他のDS本体に画面を表示させる「ライブモニター」機能を搭載している(日本版のみの仕様)。これにより、横持ち操作(親機)と縦画面表示(子機)の組み合わせでプレイする事もできる。